# 1151年
| 千纪： | 2千纪 |
| 世纪： | 11世纪 \| 12世纪 \| 13世纪 |
| 年代： | 1120年代 \| 1130年代 \| 1140年代 \| 1150年代 \| 1160年代 \| 1170年代 \| 1180年代                                               |
| 年份： | 1146年 \| 1147年 \| 1148年 \| 1149年 \| 1150年 \| 1151年 \| 1152年 \| 1153年 \| 1154年 \| 1155年 \| 1156年                     |
| 纪年： | 辛未年（羊年）；西夏天盛三年；大理大宝三年；金天德三年；西辽绍兴元年；南宋紹興二十一年；越南大定十二年；日本久安七年，仁平元年 |

## 大事记
- 农历九月十四日，邳州阳山寺铸铜钟，今称金天德铜钟。铜钟现存于淮安市淮安区勺湖公园内，为江苏省四大古铜钟之一，亦是淮安地区最古老的文物。
- 尤里·多爾戈魯基被伊賈斯拉夫二世·姆斯季斯拉維奇趕出基輔，這使得他失去了基輔大公頭銜。

## 逝世
- 韓世忠，宋朝將軍（1089年，62岁）